# Gaston-Jean-Baptiste de Comminges
Pour les autres membres de la famille, voir Famille de Comminges.
Gaston-Jean-Baptiste, comte de Comminges (1613-1670), est un général et diplomate français

## Biographie
Neveu de François de Comminges (1581-1663), dit le vieux Guitaut, il lui succède comme gouverneur de Saumur. Il devient maréchal de camp en 1649, puis lieutenant général des armées du roi en 1651.
Protégé du cardinal Mazarin, il est envoyé par lui en mission diplomatique au Portugal en 1657, afin de convaincre les Portugais d'aider les troupes françaises contre les Espagnols. Il est rappelé à Paris en 1659.
Il est fait chevalier de l'ordre du Saint-Esprit en 1661.
De 1662 à 1665, il est l'ambassadeur français à Londres.

## Sources
- Jean Jules Jusserand, A French ambassador at the court of Charles the Second: le comte de Cominges, 1892
- François-Alexandre Aubert de La Chesnaye-Desbois, Badier, Dictionnaire de la noblesse, contenant les généalogies, l'histoire & la chronologie des familles nobles de la France, l'explication de leurs armes et l'état des grandes terres du royaume, 1865
- Notices d'autorité :   - VIAF
  - ISNI
  - BnF (données)
  - IdRef
  - LCCN
  - GND
  - Pays-Bas
  - Israël
  - NUKAT
  - Vatican
  - WorldCat